# Carl Duering
Carl Duering, pseudonimo di Gerald Percy Fox (Berlino, 29 maggio 1923 – Londra, 1º settembre 2018), è stato un attore inglese.
Noto in particolare per il ruolo del dr. Brodsky in Arancia meccanica (1971) di Stanley Kubrick, conta partecipazioni anche in altre pellicole di rilievo in circa trent'anni di carriera, da I cannoni di Navarone (1961) a Arabesque (1966), da I ragazzi venuti dal Brasile (1978) a Possession (1981).

## Filmografia parziale

### Cinema
- Berretti rossi, regia di Terence Young (1953)
- Trafficanti d'oro, regia di David Miller (1954)
- Il figlio conteso, regia di Charles Crichton (1954)
- La battaglia del V-1, regia di Vernon Sewell (1958)
- I cannoni di Navarone, regia di J. Lee Thompson (1961)
- Operazione Crossbow, regia di Michael Anderson (1965)
- Arabesque, regia di Stanley Donen (1966)
- Duffy, il re del doppio gioco, regia di Robert Parrish (1968)
- Operazione Crêpes Suzette, regia di Blake Edwards (1970)
- Arancia meccanica, regia di Stanley Kubrick (1971)
- Un ospite gradito... per mia moglie, regia di Jerzy Skolimowski (1972)
- Gold - Il segno del potere, regia di Peter R. Hunt (1974)
- E l'alba si macchiò di rosso, regia di Lewis Gilbert (1975)
- La nave dei dannati, regia di Stuart Rosenberg (1976)
- Foto di gruppo con signora, regia di Aleksandar Petrović (1977)
- I ragazzi venuti dal Brasile, regia di Franklin J. Schaffner (1978)
- Possession, regia di Andrzej Żuławski (1981)

### Televisione
- Tutti gli uomini di Smiley, regia di Simon Langton (1982)
- Diario del Terzo Reich, regia di Marvin J. Chomsky (1982)
- Ricordi di guerra, regia di Dan Curtis (1988)